# 11090 Popelin
11090 Popelin este un asteroid din centura principală de asteroizi.

## Descriere
11090 Popelin este un asteroid din centura principală de asteroizi. A fost descoperit pe 7 februarie 1994 la Observatorul La Silla de Eric Walter Elst. Asteroidul prezintă o orbită caracterizată de o semiaxă mare de 2,55 ua, o excentricitate de 0,13 și o înclinație de 7,7° în raport cu ecliptica.